# 고양 노적사 석사자상
고양 노적사 석사자상(高陽 露積寺 石獅子像)은 경기도 고양시 덕양구 북한동 노적사에 있는 석상이다. 2015년 6월 18일 고양시의 향토문화재 제63호로 지정되었다.

## 개요
'고양 노적사 석사자상'은 불교에서 불법을 수호하는 상징적 동물인 사자를 말하며 한국에서는 불교가 전래된 통일신라시대부터 근대기까지 조각, 회화, 공예, 석조 등 다양한 불교미술품 장르에 표현됐다.
'고양 노적사 석사자상'이 위치한 노적사는 북한산성 내 전통사찰로 조선 숙종 38년인 1712년 성능스님이 진국사(鎭國寺)라는 이름으로 최초 창건했지만 이후 폐사돼 흔적만 남아 있던 자리에 1960년대 무위스님이 중창하면서 사찰의 이름을 변경했다. 이 작품은 1970년대 노적사 입구에 주둔했던 군부대에서 막사를 건축하면서 출토됐다고 전한다.
'고양 노적사 석사자상'은 방형의 가까운 몸통과 대좌, 신체에 비해 간략해진 다리의 표현 등을 통해 조선말~근대에 제작된 것으로 추정된다. 세부적으로 고개를 살짝 틀어 옆면을 응시한 모습, 머리부터 목선까지 조각된 갈기, 두터운 눈썹 아래에 툭 불거든 두 눈, 앙다문 입술 사이로 드러난 뾰족한 뻐드렁니 등의 표현에서 사실적이며 해학적인 요소도 확인할 수 있다.

## 지정 사유
석사자상은 현재 정확한 제작 시기는 파악할 수 없지만 출토지가 노적사 인근이라는 점과 조선말~근대에 돌로 만들어진 사자상의 예가 많지 않다는 점, 또 당시의 사자상에 대한 양식적 특징을 살펴볼 수 있다는 점, 그리고 북한산성 내 문화유산의 다양성을 알려줄 수 있다는 점 등을 인정받아 고양시 향토문화재로 지정되었다.

## 같이 보기
- 노적사